# Пересечение прямых
В евклидовой геометрии  пересечение  двух прямых может быть пустым множеством, точкой или прямой. Различение этих случаев и поиск точки пересечения используется, например, в компьютерной графике, при планировании движения и для обнаружения столкновений.
В трёхмерной евклидовой геометрии, если две прямые не лежат в одной плоскости, они называются скрещивающимися и не имеют точек пересечения. Если прямые находятся в одной плоскости, имеется три возможности. Если они совпадают, они имеют бесконечно много общих точек (а именно, все точки на этих прямых). Если прямые различны, но имеют один и тот же наклон, они параллельны и не имеют общих точек. В противном случае они имеют одну точку пересечения.
В неевклидовой геометрии две прямые могут пересекаться в нескольких точках и число непересекающихся с данной прямой других прямых (параллельных) может быть больше единицы.

## Пересечение двух прямых
Необходимым условием пересечения двух прямых является принадлежность их одной плоскости, то есть эти прямые не должны быть скрещивающимися. Выполнение этого условия эквивалентно вырожденности тетраэдра, у которого две вершины лежат на одной прямой, а две другие — на другой (т.е. объём этого тетраэдра равен нулю). Алгебраическую форму этого условия можно посмотреть в статье «Проверка скрещенности».

### Если заданы по две точки на каждой прямой

#### Две точки на каждой прямой на вещественной плоскости
Рассмотрим пересечение двух прямых {\displaystyle L_{1}\,} и {\displaystyle L_{2}\,} на вещественной плоскости, где прямая {\displaystyle L_{1}\,} определена двумя различными точками {\displaystyle (x_{1},y_{1})\,} и {\displaystyle (x_{2},y_{2})\,}, а прямая {\displaystyle L_{2}\,} — различными точками {\displaystyle (x_{3},y_{3})\,} и {\displaystyle (x_{4},y_{4})\,} .
Пересечение  {\displaystyle P\,} прямых {\displaystyle L_{1}\,} и {\displaystyle L_{2}\,} можно найти при помощи определителей.
{\displaystyle P_{x}={\frac {\begin{vmatrix}{\begin{vmatrix}x_{1}&y_{1}\\x_{2}&y_{2}\end{vmatrix}}&{\begin{vmatrix}x_{1}&1\\x_{2}&1\end{vmatrix}}\\\\{\begin{vmatrix}x_{3}&y_{3}\\x_{4}&y_{4}\end{vmatrix}}&{\begin{vmatrix}x_{3}&1\\x_{4}&1\end{vmatrix}}\end{vmatrix}}{\begin{vmatrix}{\begin{vmatrix}x_{1}&1\\x_{2}&1\end{vmatrix}}&{\begin{vmatrix}y_{1}&1\\y_{2}&1\end{vmatrix}}\\\\{\begin{vmatrix}x_{3}&1\\x_{4}&1\end{vmatrix}}&{\begin{vmatrix}y_{3}&1\\y_{4}&1\end{vmatrix}}\end{vmatrix}}}\,\!\qquad P_{y}={\frac {\begin{vmatrix}{\begin{vmatrix}x_{1}&y_{1}\\x_{2}&y_{2}\end{vmatrix}}&{\begin{vmatrix}y_{1}&1\\y_{2}&1\end{vmatrix}}\\\\{\begin{vmatrix}x_{3}&y_{3}\\x_{4}&y_{4}\end{vmatrix}}&{\begin{vmatrix}y_{3}&1\\y_{4}&1\end{vmatrix}}\end{vmatrix}}{\begin{vmatrix}{\begin{vmatrix}x_{1}&1\\x_{2}&1\end{vmatrix}}&{\begin{vmatrix}y_{1}&1\\y_{2}&1\end{vmatrix}}\\\\{\begin{vmatrix}x_{3}&1\\x_{4}&1\end{vmatrix}}&{\begin{vmatrix}y_{3}&1\\y_{4}&1\end{vmatrix}}\end{vmatrix}}}\,\!}
Определители можно переписать в виде:
{\displaystyle {\begin{aligned}(P_{x},P_{y})={\bigg (}&{\frac {(x_{1}y_{2}-y_{1}x_{2})(x_{3}-x_{4})-(x_{1}-x_{2})(x_{3}y_{4}-y_{3}x_{4})}{(x_{1}-x_{2})(y_{3}-y_{4})-(y_{1}-y_{2})(x_{3}-x_{4})}},\\&{\frac {(x_{1}y_{2}-y_{1}x_{2})(y_{3}-y_{4})-(y_{1}-y_{2})(x_{3}y_{4}-y_{3}x_{4})}{(x_{1}-x_{2})(y_{3}-y_{4})-(y_{1}-y_{2})(x_{3}-x_{4})}}{\bigg )}\end{aligned}}}
Заметим, что точка пересечения относится к бесконечным прямым, а не отрезкам между точками, и она может лежать вне отрезков. Если (вместо решения за один шаг) искать решение в терминах кривых Безье первого порядка, то можно проверить параметры этих кривых 0.0 ≤ t ≤ 1.0 и 0.0 ≤ u ≤ 1.0 (t и u — параметры).
Если две прямые параллельны или совпадают, знаменатель обращается в ноль:
{\displaystyle (x_{1}-x_{2})(y_{3}-y_{4})-(y_{1}-y_{2})(x_{3}-x_{4})=0.}
Если прямые очень близки к параллельности (почти параллельны), при вычислении на компьютере могут возникнуть числовые проблемы и распознавание такого условия может потребовать подходящего теста на «неопределённость» для приложения. Более устойчивое и общее решение может быть получено при вращении отрезков таким образом, что один из них станет горизонтальным, а тогда параметрическое решение второй прямой легко получить. При решении необходимо внимательное рассмотрение специальных случаев (параллельность/совпадение прямых, наложение отрезков).

#### Две точки на каждой прямой на комплексной плоскости
Рассмотрим пересечение двух прямых {\displaystyle L_{1}} и {\displaystyle L_{2}} на комплексной плоскости, где прямая {\displaystyle L_{1}} определена двумя различными точками {\displaystyle z_{1}} и {\displaystyle z_{2}}, а прямая {\displaystyle L_{2}} — различными точками {\displaystyle z_{3}} и {\displaystyle z_{4}}. Эти прямые {\displaystyle L_{1}} и {\displaystyle L_{2}} имеют уравнения
{\displaystyle z={\frac {z_{1}+uz_{2}}{1+u}},} {\displaystyle z={\frac {z_{3}+vz_{4}}{1+v}}}
соответственно.
Правые части равны, если {\displaystyle z} — точка пересечения прямых {\displaystyle L_{1}} и {\displaystyle L_{2}}:
{\displaystyle (1+v)(z_{1}+uz_{2})=(1+u)(z_{3}+vz_{4}),}
причём это уравнение справедливо и для сопряжённых комплексных чисел:
{\displaystyle (1+v)({\bar {z}}_{1}+u{\bar {z}}_{2})=(1+u)({\bar {z}}_{3}+v{\bar {z}}_{4}).}
Выразим из двух последних уравнений значение {\displaystyle u} или {\displaystyle v} и подставим его в уравнение прямой линии соответственно {\displaystyle L_{1}} или {\displaystyle L_{2}}, получим уравнение точки пересечения прямых {\displaystyle L_{1}} и {\displaystyle L_{2}}:
{\displaystyle z={\frac {(z_{1}{\bar {z}}_{2}-{\bar {z}}_{1}z_{2})(z_{3}-z_{4})-(z_{3}{\bar {z}}_{4}-{\bar {z}}_{3}z_{4})(z_{1}-z_{2})}{(z_{1}-z_{2})({\bar {z}}_{3}-{\bar {z}}_{4})-({\bar {z}}_{1}-{\bar {z}}_{2})(z_{3}-z_{4})}}.}
В случае параллельных прямых линий {\displaystyle L_{1}} и {\displaystyle L_{2}} знаменатель этого выражения равен нулю по критерию параллельности, то есть {\displaystyle z=\infty ,} что и следовало ожидать.
Упростим уравнение точки пересечения двух прямых, перейдя к векторам прямых. Пусть прямые {\displaystyle L_{1}} и {\displaystyle L_{2}} задаются соответственно векторами
{\displaystyle p_{1}=2{\frac {z_{2}-z_{1}}{{\bar {z}}_{1}z_{2}-z_{1}{\bar {z}}_{2}}},} {\displaystyle p_{2}=2{\frac {z_{4}-z_{3}}{{\bar {z}}_{3}z_{4}-z_{3}{\bar {z}}_{4}}},}
которые подставим в уравнение точки пересечения двух прямых и получим следующее более простое уравнение для этой точки:
{\displaystyle z=2{\frac {p_{2}-p_{1}}{{\bar {p}}_{1}p_{2}-p_{1}{\bar {p}}_{2}}}.}

### Если заданы уравнения прямых
Координаты {\displaystyle x} и {\displaystyle y} точки пересечения двух невертикальных прямых можно легко найти с помощью следующих подстановок и преобразований.
Предположим, что две прямые имеют уравнения {\displaystyle y=ax+c} и {\displaystyle y=bx+d}, где  {\displaystyle a} и {\displaystyle b} — угловые коэффициенты прямых, а  {\displaystyle c} и {\displaystyle d} — пересечения прямых с осью y. В точке пересечения прямых (если они пересекаются), обе координаты {\displaystyle y} будут совпадать, откуда получаем равенство:
{\displaystyle ax+c=bx+d}.
Мы можем преобразовать это равенство с целью выделения {\displaystyle x},
{\displaystyle ax-bx=d-c},
а тогда 
{\displaystyle x={\frac {d-c}{a-b}}}.
Чтобы найти координату y, всё что нам нужно, это подставить значение x в одну из формул прямых, например, в первую:
{\displaystyle y=a{\frac {d-c}{a-b}}+c}.
Отсюда получаем точку пересечения прямых 
{\displaystyle P\left({\frac {d-c}{a-b}},a{\frac {d-c}{a-b}}+c\right)=P\left({\frac {d-c}{a-b}},{\frac {ad-bc}{a-b}}\right)}.
Заметим, что при a = b две прямые параллельны. Если при этом c ≠ d, прямые различны и не имеют пересечений, в противном же случае прямые совпадают .

### Использование однородных координат
При использовании однородных координат точка пересечения двух явно заданных прямых может быть найдена достаточно просто. В 2-мерном пространстве любая точка может быть определена как проекция 3-мерной точки, заданной тройкой {\displaystyle (x,y,w)}. Отображение 3-мерных координат в 2-мерные происходит по формуле {\displaystyle (x',y')=(x/w,y/w)}. Мы можем преобразовать точки в 2-мерном пространстве в однородные координаты, приравняв третью координату единице — {\displaystyle (x,y,1)}.
Предположим, что мы хотим найти пересечение двух бесконечных прямых в 2-мерном пространстве, которые заданы формулами {\displaystyle a_{1}x+b_{1}y+c_{1}=0} и {\displaystyle a_{2}x+b_{2}y+c_{2}=0}. Мы можем представить эти две прямые в линейных координатах как  {\displaystyle U_{1}=(a_{1},b_{1},c_{1})} и {\displaystyle U_{2}=(a_{2},b_{2},c_{2})},
Пересечение {\displaystyle P'} двух прямых тогда просто задаётся формулами 
{\displaystyle P'=(a_{p},b_{p},c_{p})=U_{1}\times U_{2}=(b_{1}c_{2}-b_{2}c_{1},a_{2}c_{1}-a_{1}c_{2},a_{1}b_{2}-a_{2}b_{1})}
Если {\displaystyle c_{p}=0}, прямые не пересекаются.

## Пересечениеnпрямых

### Существование и выражение пересечения

#### В двумерном пространстве
В двумерном пространстве прямые числом больше двух почти достоверно не пересекаются в одной точке. Чтобы определить, пересекаются ли они в одной точке, и, если пересекаются, чтобы найти точку пересечения, запишем i-ое уравнение (i = 1, ...,n) как {\displaystyle (a_{i1}\quad a_{i2})(x\quad y)^{T}=b_{i},} и скомпонуем эти уравнения в матричный вид
{\displaystyle Aw=b,}
где i-ая строка n × 2 матрицы A равна {\displaystyle (a_{i1},a_{i2})}, w является 2 × 1 вектором (x, y)T, а i-ый элемент вектора-столбца b равен bi. Если столбцы матрицы A независимы, ранг матрицы равен 2.  Тогда и только тогда, когда ранг расширенной матрицы [A | b ] равен также 2, существует решение матричного уравнения, а тогда существует и точка пересечения n прямых. Точка пересечения, если таковая существует, задаётся формулой
{\displaystyle w=A^{g}b=(A^{T}A)^{-1}A^{T}b,}
где {\displaystyle A^{g}} — псевдообратная матрица матрицы {\displaystyle A}. Альтернативно решение может быть найдено путём решения любых двух независимых уравнений. Но если ранг матрицы A равен 1, а ранг расширенной матрицы равен 2, решений нет. В случае же, когда ранг расширенной матрицы равен 1, все прямые совпадают.

#### В трёхмерном пространстве
Представленный выше подход без труда распространяется на трёхмерное пространство. В трёхмерном и более высоких пространствах даже две прямые почти наверняка не пересекаются. Пары непараллельных непересекающихся прямых называются скрещивающимися.  Но когда пересечение существует, его можно найти следующим образом.
В трёхмерном пространстве прямая представляется пересечением двух плоскостей, каждая из которых задаётся формулой {\displaystyle (a_{i1}\quad a_{i2}\quad a_{i3})(x\quad y\quad z)^{T}=b_{i}.} Тогда множество n прямых может быть представлено в виде 2n уравнений от 3-мерного координатного вектора w = (x, y, z)T:
{\displaystyle Aw=b},
где A — матрица 2n × 3, а b —  2n × 1. Как и ранее, единственная точка пересечения существует тогда и только тогда, когда A имеет полный ранг по столбцам, а расширенная матрица [A | b ] таковой не является. Единственная точка пересечения, если существует, задаётся формулой
{\displaystyle w=(A^{T}A)^{-1}A^{T}b.}

### Ближайшая точка к непересекающимся прямым
В размерностях два и выше можно найти точку, которая является ближайшей к этим двум (или более) прямым в смысле наименьшей суммы квадратов.

#### В двумерном пространстве
В случае двумерного пространства представим прямую i как точку {\displaystyle p_{i}} на прямой и единичную нормаль {\displaystyle {\hat {n}}_{i}}, перпендикулярную прямой. То есть, если {\displaystyle x_{1}} и {\displaystyle x_{2}} —  точки на прямой 1, то пусть {\displaystyle p_{1}=x_{1}} и
{\displaystyle {\hat {n}}_{1}:={\begin{bmatrix}0&-1\\1&0\end{bmatrix}}(x_{2}-x_{1})/\|x_{2}-x_{1}\|},
который является единичным вектором вдоль прямой, повёрнутым на 90º.
Заметим, что расстояние от точки x до прямой {\displaystyle (p,{\hat {n}})} задаётся формулой
{\displaystyle d(x,(p,n))=\|(x-p)\cdot {\hat {n}}\|=\|(x-p)^{\top }{\hat {n}}\|={\sqrt {(x-p)^{\top }{\hat {n}}{\hat {n}}^{\top }(x-p)}}.}
Следовательно, квадрат расстояния от x до прямой равен
{\displaystyle d(x,(p,n))^{2}=(x-p)^{\top }({\hat {n}}{\hat {n}}^{\top })(x-p).}
Сумма квадратов расстояний до набора прямых является целевой функцией:
{\displaystyle E(x)=\sum _{i}(x-p_{i})^{\top }({\hat {n}}_{i}{\hat {n}}_{i}^{\top })(x-p_{i}).}
Выражение можно преобразовать:
{\displaystyle {\begin{aligned}E(x)&=\sum _{i}x^{\top }{\hat {n}}_{i}{\hat {n}}_{i}^{\top }x-x^{\top }{\hat {n}}_{i}{\hat {n}}_{i}^{\top }p_{i}-p_{i}^{\top }{\hat {n}}_{i}{\hat {n}}_{i}^{\top }x+p_{i}^{\top }{\hat {n}}_{i}{\hat {n}}_{i}^{\top }p_{i}\\&=x^{\top }\left(\sum _{i}{\hat {n}}_{i}{\hat {n}}_{i}^{\top }\right)x-2x^{\top }\left(\sum _{i}{\hat {n}}_{i}{\hat {n}}_{i}^{\top }p_{i}\right)+\sum _{i}p_{i}^{\top }{\hat {n}}_{i}{\hat {n}}_{i}^{\top }p_{i}.\end{aligned}}}
Чтобы найти минимум, продифференцируем по x и приравняем результат нулю:
{\displaystyle {\frac {\partial E(x)}{\partial x}}=0=2\left(\sum _{i}{\hat {n}}_{i}{\hat {n}}_{i}^{\top }\right)x-2\left(\sum _{i}{\hat {n}}_{i}{\hat {n}}_{i}^{\top }p_{i}\right)}
Таким образом,
{\displaystyle \left(\sum _{i}{\hat {n}}_{i}{\hat {n}}_{i}^{\top }\right)x=\sum _{i}{\hat {n}}_{i}{\hat {n}}_{i}^{\top }p_{i}}
откуда
{\displaystyle x=\left(\sum _{i}{\hat {n}}_{i}{\hat {n}}_{i}^{\top }\right)^{-1}\left(\sum _{i}{\hat {n}}_{i}{\hat {n}}_{i}^{\top }p_{i}\right).}

#### В трёхмерном пространстве
Хотя в размерностях выше двух нормаль {\displaystyle {\hat {n}}_{i}} не определить, его можно обобщить на любую размерность, если заметить, что {\displaystyle {\hat {n}}_{i}{\hat {n}}_{i}^{\top }} является просто (симметричной) матрицей со всеми собственными значениями, равными единице, кроме нулевого собственного значения в направлении прямой, что задаёт полунорму между точкой {\displaystyle p_{i}} и другой точкой. В пространстве любой размерности, если {\displaystyle {\hat {v}}_{i}} является единичным вектором вдоль i-ой прямой, то
{\displaystyle {\hat {n}}_{i}{\hat {n}}_{i}^{\top }} превращается в {\displaystyle E-{\hat {v}}_{i}{\hat {v}}_{i}^{\top }},
где E — единичная матрица, а тогда
{\displaystyle x=\left(\sum _{i}E-{\hat {v}}_{i}{\hat {v}}_{i}^{\top }\right)^{-1}\left(\sum _{i}(E-{\hat {v}}_{i}{\hat {v}}_{i}^{\top })p_{i}\right).}